# Abrostola brevipennis
Abrostola brevipennis is een vlinder van de familie van de uilen (Noctuidae), van de onderfamilie van de Plusiinae. De wetenschappelijke naam van deze soort is voor het eerst voorgesteld als Xylina brevipennis door Francis Walker in een publicatie uit 1858.
De soort komt voor in Eritrea, Djibouti, Kenia en Zuid-Afrika.